# La mariposa y el ingeniero
La mariposa y el ingeniero es una obra de teatro en tres actos, el tercero dividido en dos cuadros, de Joaquín Calvo Sotelo, estrenada en el Teatro Lara, de Madrid el 12 de febrero de 1953.

## Argumento
En el conservador Madrid burgués de los años 1950, un celoso marido decide poner a prueba la fidelidad de su esposa contratando a un actor para que la seduzca, con desastrosos resultados.

## Representaciones destacadas
- Teatro (Estreno, 1953).
  - Intérpretes: Rafael Rivelles, Elvira Noriega, Mariano Azaña, Pastora Peña, Lolita Crespo, Francisco Pierrá, Jorge Vico, Luis de Sola.